# Eyzahut
Eyzahut é uma comuna francesa na região administrativa de Auvérnia-Ródano-Alpes, no departamento de Drôme. Estende-se por uma área de 6,66 km². Em 2010 a comuna tinha 149 habitantes (densidade: 22,4 hab./km²).